# Ve jménu vlasti (seriál)
Ve jménu vlasti (v anglickém originále Homeland) je americký televizní seriál Howarda Gordona a Alexe Gansy, vytvořený podle izraelského televizního seriálu Hatufim (česky: Váleční zajatci), jehož autorem je Gide'on Raf. Hlavními postavami jsou agentka CIA Carrie Mathisonová (Claire Danesová) a příslušník americké námořní pěchoty Nicholas Brody (Damian Lewis). Brody byl zajat během mise v Iráku teroristickou organizací Al-Káida a osm let byl držen jako válečný zajatec. Poté je objeven americkou speciální jednotkou Delta Force a jako válečný hrdina se vrací do Spojených států. Mathisonová jej však podezírá, že jej Al-Káida zlomila a stal se z něj terorista.
Ve Spojených státech je seriál vysílán kabelovou televizní stanicí Showtime od 2. října 2011. Získal si pozitivní hodnocení kritiků a řadu ocenění, včetně ceny Emmy v hlavní kategorii nejlepší dramatický seriál a Zlatého glóbu v kategorii nejlepší seriál (drama). Oceněna byla i hlavní herecká dvojice, která získala cenu Emmy v kategoriích nejlepší herec a nejlepší herečka v dramatickém seriálu. Do konce roku 2014 byly odvysílány první čtyři sezóny, každá po 12 dílech. Druhá sezóna měla premiéru 30. září 2012 a její poslední epizoda byla vysílána 16. prosince téhož roku. Třetí sezóna byla uvedena 22. října 2013. Úvodní díl čtvrté řady se na obrazovkách objevil 5. října 2014. Televizní společnost Showtime dne 10. listopadu 2014 oznámila natáčení další, v pořadí páté řady, jejíž premiéra proběhla 4. října 2015. Šestá řada byla schválena 9. prosince 2015.

## Hlavní obsazení
| Claire Danesová   | Carrie Mathisonová, agentka CIA přiřazena k protiteroristickému centru                       |
| Damian Lewis      | Nicholas Brody, seržant americké námořní pěchoty zachráněný po osmi letech věznění Al-Kaídou |
| Mandy Patinkin    | Saul Berenson, šéf blízkovýchodní divize CIA a bývalý šéf a mentor Carrie                    |
| Morena Baccarin   | Jessica Brodyová, manželka Nicholase Brodyho                                                 |
| David Harewood    | David Estes, ředitel protiteroristického centra CIA                                          |
| Morgan Saylor     | Dana Brodyová, dcera Nicholase Brodyho                                                       |
| Jackson Pace      | Chris Brody, syn Nicholase Brodyho                                                           |
| Diego Klattenhoff | Mike Faber, kapitán americké námořní pěchoty a Nicholasův nejlepší přítel                    |
| Jamey Sheridan    | William Walden, viceprezident USA a bývalý ředitel CIA                                       |
| David Marciano    | Virgil, Carriin kontakt během sledování Brodyho                                              |
| Navid Negahban    | Abu Nazir, vysoce postavený příslušník Al-Kájdy                                              |
| Rupert Friend     | Peter Quinn, člen CIA                                                                        |

## Vysílání
| Řada | Díly | Premiéra v USA | Premiéra v USA    | Premiéra v ČR     | Premiéra v ČR      |
| Řada | Díly | První díl      | Poslední díl      | První díl         | Poslední díl       |
| ---- | ---- | -------------- | ----------------- | ----------------- | ------------------ |
| 1    | 12   | 2. října 2011  | 18. prosince 2011 | 3. září 2013      | 26. listopadu 2013 |
| 2    | 12   | 30. září 2012  | 16. prosince 2012 | 6. listopadu 2014 | 5. února 2015      |
| 3    | 12   | 29. září 2013  | 15. prosince 2013 | 12. února 2015    | 30. dubna 2015     |
| 4    | 12   | 5. října 2014  | 21. prosince 2014 | 13. září 2016     | 29. listopadu 2016 |
| 5    | 12   | 4. října 2015  | 20. prosince 2015 | 12. prosince 2017 | 12. září 2017      |
| 6    | 12   | 15. ledna 2017 | 9. dubna 2017     | 9. ledna 2018     | 10. dubna 2018     |
| 7    | 12   | 11. února 2018 | 29. dubna 2018    | 20. února 2019    | 8. května 2019     |
| 8    | 12   | 9. února 2020  | 26. dubna 2020    | 13. října 2020    | 29. prosince 2020  |